# دیابلو
دیابلو (به اسپانیایی: Diablo) عنوان یک مجموعه بازی ویدئویی در سبک نقش‌آفرینی اکشن و هک اند اسلش است. این سری توسط استودیوی بلیزارد نورث توسعه یافت و بلیزارد انترتینمنت آن را توزیع نمود. درون مایهٔ بلیزارد فانتزی تاریک است.

## نسخه‌ها
نسخهٔ اول دیابلو در ۳۱ دسامبر ۱۹۹۶، به بازار عرضه شد. موفقیت این بازی، باعث شد تا سه ماه بعد (مارس ۱۹۹۷) نسخهٔ افزودنی بازی با عنوان آتش جهنم انتشار یابد. گیم‌اسپات دیابلو را به عنوان بهترین بازی سال برگزید و تا اوت ۱۹۹۷، سی‌صد هزار نسخه از این بازی به فروش رفت. پس از موفقیت بازی دیابلو، شرکت بلیزارد پروژهٔ دیابلو را متوقف کرد تا به ساخت بازی استارکرفت بپردازد.
بعد از انتشار موفقیت‌آمیز بازی استارکرفت در سال ۱۹۹۸ میلادی، بلیزارد باز به سراغ سری دیابلو رفت و در سال ۲۰۰۰ نسخهٔ دوم بازی دیابلو را منتشر کرد. دیابلو ۲ در نخستین هفتهٔ انتشار ۱ میلیون نسخه فروخت و به عنوان سریع-فروش‌ترین رسانهٔ تاریخ در کتاب رکوردهای گینس ثبت شد. هم‌چنین در سال بعد نسخهٔ مکمل بازی با عنوان دیابلو۲ : ارباب نابودی به بازار عرضه شد که تعداد فروش نسخه‌های بازی دیابلو ۲ را به ۲٫۵ میلیون عدد رسانید.
در سال ۲۰۰۸ در نمایشگاهی در پاریس اعلام شد که نسخهٔ سوم دیابلو در دست ساخت است.
در سال ۱۹۹۸ یک نسخه از دیابلو برای کنسول پلی‌استیشن توسط شرکت الکترونیک آرتز عرضه شد که موفقیت چندانی نداشت.

## شخصیت‌ها
در نسخهٔ اول تنها سه شخصیت قابل بازی وجود داشت:
- عیار
- تکاور
- ساحره

که در نسخهٔ دوم شخصیت‌های:
- بربر
- افسون‌گر